# Borís Shpilevski
Borís Shpilevski (n. Moscovo, 20 de fevereiro de 1982) é um ciclista profissional russo. Actualmente corre na equipa continental taiwanêsa, RTS-Santic Racing Team.
Depois de destacar como amador ganhando por exemplo uma etapa e a geral da carreira profissional do Giro do Friuli Venezia Giulia em 2006 ao ano seguinte estreiou como profissional na equipa Petri Mangimi e pouco mais tarde, em 2009, alinhou pela equipa UCI ProTour da Fuji-Servetto. Desta maneira, o russo completou a sua escalada até uma equipa da máxima categoria do ciclismo mundial depois de militar em 2007 no Continental Kio Ene e em 2008 no Profissional Continental Preti Mangimi. Shpilevsky começou a temporada na Fuji-Servetto mas o seu contrato extinguiu-se em junho de 2009.
Soma quase 30 vitórias em carreiras profissionais (6 delas correndo como amador), destacando as conseguidas na Florencia-Pistoia por adiante de Dario Cioni e Giovanni Visconti e, sobretudo, no Tour de Hainan na China (categoria UCI 2.1), no que se impôs em 2008 ganhando ademais seis das nove etapas e em 2009 (sendo essa vez de uma categoria superior, 2.hc) ganhando quatro etapas e a priori a geral mas depois de uma sanção de dois minutos por utilizar uma roda de um rival depois de um furo lhe privou da vitória.

## Palmarés
| 2007 - Flèche du Sud, mais 2 etapas - Clássica Memorial Txuma - Florencia-Pistoia 2008 - 1 etapa do Volta à Bélgica - Tour de Hainan, mais 6 etapas 2009 - 4 etapas do Tour de Hainan (como amador) - 3º no UCI Asia Tour 2010 - 3 etapas da Volta a Marrocos - 2 etapas dos Cinco Anéis de Moscovo - 2 etapas da Volta ao Lago Qinghai | 2011 - 1 etapa do Tour de Langkawi - 4 etapas do Tour da China - 1 etapa do Tour de Java Oriental - Tour do Lago Taihu, mais 2 etapas 2013 - 1 etapa do Tour de Fuzhou 2014 - 1 etapa do Tour da China I - Tour da China II, mais 2 etapas - 2 etapas do Tour do Lago Taihu - 1 etapa do Tour de Fuzhou - 2º do UCI Asia Tour |

## Equipas
- Kio Ene-Tonazzo-DMT (2007)
- Preti Mangimi-Prisma Stufe (2008)
- Fuji-Servetto (2009)[3]
- Katyusha Continental Team (2010)[4]
- Tabriz Petrochemical Team (2011)
- AG2R La Mondiale (2012)
- Lokosphinx (2013)[5]
- RTS-Santic Racing Team (2013[6]-2014)